# Natalja Saltykova
Natalja Saltykova, född 1736, död 1812, var en rysk hovdam. Hon utövade ett visst inflytande över samtida rysk politik. 
Hon var dotter till furst Vladimir Dolgorukij och Jelena Khilkov och gifte sig 1762 med fältmarskalk greve Nikolaj Saltykov. Genom makens position närvarade hon vid hovet även om hon inte hade en officiell position där, men hon lämnade sällan parets privatvåning och påstod sig inte ha något att göra med politik. I själva verket betraktas hon som starkt engagerad i intriger för att främja makens karriär, och hon drog också nytta av hans framgång när han lät henne få inflytande över den politiska makt han fick genom sina ämbeten. Hon skötte familjens ekonomi framgångsrikt och beskrivs som snål och girig. Natalja Saltykova var känd för sin excentricitet. Hon är känd för sina övergrepp mot sin livegna frisör: i sin oro över att han skulle avslöja att hon bar peruk, höll honom fängslad i en bur i sitt sovrum i tre år. Då han lyckades fly, undvek tsar Alexander I av Ryssland att efterlysa frisören och fick henne att sluta leta efter honom genom att säga att frisören hade hittats drunknad i Neva. Hon blev 1793 officiellt utnämnd till hovdam, men fullföljde sällan sina plikter. Under sina sista år var hon en stark motståndare till Napoleon I. 